# Michel Engelhart
Michel (Michael) Engelhart (* 7. Juli 1897 in Wien; † 5. März 1969 ebenda) war ein österreichischer Architekt.

## Biografie

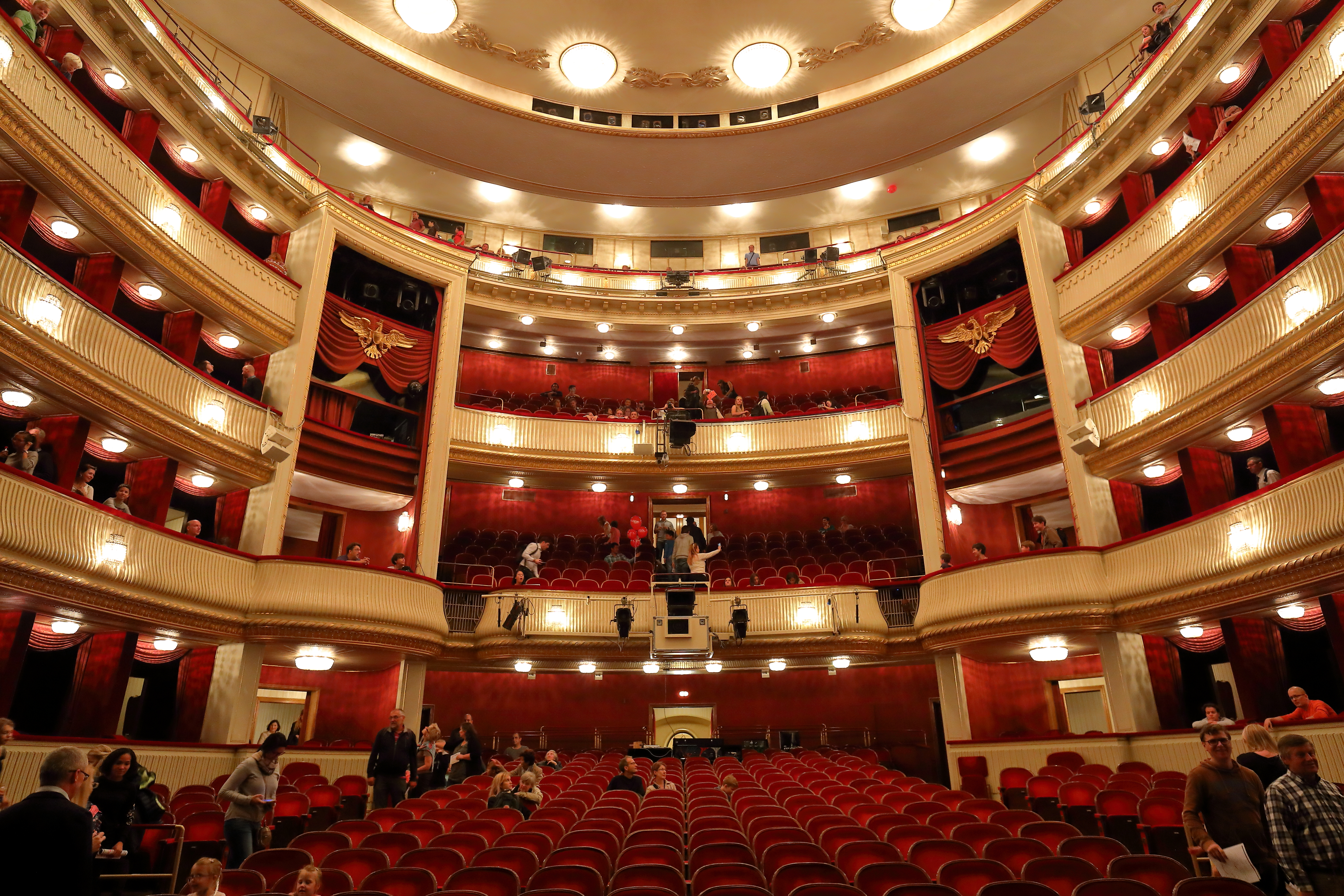
Neugestaltung des Zuschauerraumes beim Wiederaufbau des Burgtheaters (1948–1955) durch Michel Engelhart

Michel Engelhart wurde als Sohn des Malers und Bildhauers Josef Engelhart (1864–1941) geboren und studierte ab 1919 Architektur an der Technischen Hochschule Wien, wobei er sein Studium mit dem akademischen Grad Dipl.-Ing. abschloss. Nach der Beendigung seines Grundstudiums absolvierte Engelhart Praktika im In- und Ausland und promovierte schließlich 1926 an der Technischen Hochschule Wien zum Doktor der technischen Wissenschaften. In der Folge war er als freischaffender Architekt selbständig, 1946 wurde er Konsulent für das Bundesdenkmalamt. 1949 wurde Engelhart ordentlicher Professor Baukunst, Entwerfen und Denkmalpflege an der Technischen Hochschule Wien und bildete mehrere Generationen von Architekturstudenten aus. Zudem wirkte er als Beiratsmitglied des Bundesministeriums für Wiederaufbau und Denkmalschutz, wobei er die Rekonstruktion verschiedener, während des Zweiten Weltkriegs beschädigter Gebäude leitete. So leitete er mit Otto Niedermoser von 1952 bis 1955 die Erneuerung des Zuschauerraums des Burgtheaters und verantwortete den Wiederaufbau der Palais Schwarzenberg und Harrach. Zudem entwarf er die Künstlersiedlung der Gemeinde Wien in Stadlau sowie den Arthur-Schnitzler-Hof und erweiterte bzw. erneuerte den Tiergarten Schönbrunn.
Begraben wurde Engelhart am 11. März im Familiengrab auf dem Wiener Zentralfriedhof (Gruppe: 16, Gruppe Erweiterung: H, Nummer: 1).